# Селяков, Леонид Леонидович
Леонид Леонидович Селяков (22 апреля 1916 года, Киев — 16 октября 2002 года, Москва) — советский авиаконструктор, лауреат Ленинской и Государственной премий.

## Биография
Родился 22 апреля 1916 года в Киеве в семье межевого инженера. Окончив семилетнюю школу (1930), стал работать в экспедиции у своего отца и затем — в киевской Центральной авиаремонтной базе «Добролёта».
С 1932 по 1941 год работал в ЦАГИ в бригаде В. М. Петлякова. Участвовал в разработке проектов самолётов АНТ-20 «Максим Горький» и АНТ-42 (ТБ-7).
С 1938 года руководитель группы технического проектирования и заместитель начальника бригады фюзеляжа ОКБ-16, созданного после ареста А. Н. Туполева на базе его КБ.
Во время Великой Отечественной войны работал сначала на заводе № 22 и с 1943 года — заместителем главного конструктора ОКБ-22 В. М. Мясищева до закрытия КБ в январе 1946-го. После эвакуации КБ в Казань (1942) бригада Селякова занималась проектированием установки крупнокалиберного пулемёта на Пе-2.
В 1946 году переведён в ОКБ-115 А. С. Яковлева, где проработал до 1951 года. Руководил проектированием реактивных самолётов-истребителей Як-19, Як-25 и Як-1000. В апреле 1951 года после восстановления ОКБ-23 Мясищева был назначен его заместителем.
Занимался проектированием стратегического бомбардировщика М-4 и модернизацией М-3. За достижения в проектировании этих самолётов в 1957 году в составе коллектива ОКБ-23 стал лауреатом Ленинской премии, награждён орденом Ленина.
С 1952 года проектировал межконтинентальные сверхзвуковые стратегические бомбардировщики М-50.
С 1959 по 1961 год работал в ОКБ В. Н. Челомея.
В 1962 году возвратился в ОКБ А. Н. Туполева.
Участвовал в разработке самолетов АНТ-20, АНТ-42, ДБ-ЛК, М-4, М-29, М-50, М-56, Пе-2И, РБ-17, Як-14М, Як-19, Як-25, Як-36, Як-1000. Более 25 лет был Главным конструктором самолета Ту-134. В 1979 назначен ведущим конструктором перспективного среднемагистрального лайнера, позднее получившего обозначение Ту-204. Не имея высшего образования, он стал одним из ведущих специалистов авиастроения СССР.
Умер 16 октября 2002 года в Москве. Похоронен на Химкинском кладбище.

## Награды
В 1957 году удостоен Ленинской премии за создание реактивного стратегического бомбардировщика М-4 и в 1972 году — Государственной премии СССР за создание самолета Ту-134 и его модификаций.

## Сочинения
- Тернистый путь в никуда: Записки авиаконструктора. М., 1997;
- Человек, среда, машина: Записки авиаконструктора. М., 1998;
- «Малоизвестные страницы творческой деятельности конструктора В. М. Мясищева».